# ليساندرو لوبيز

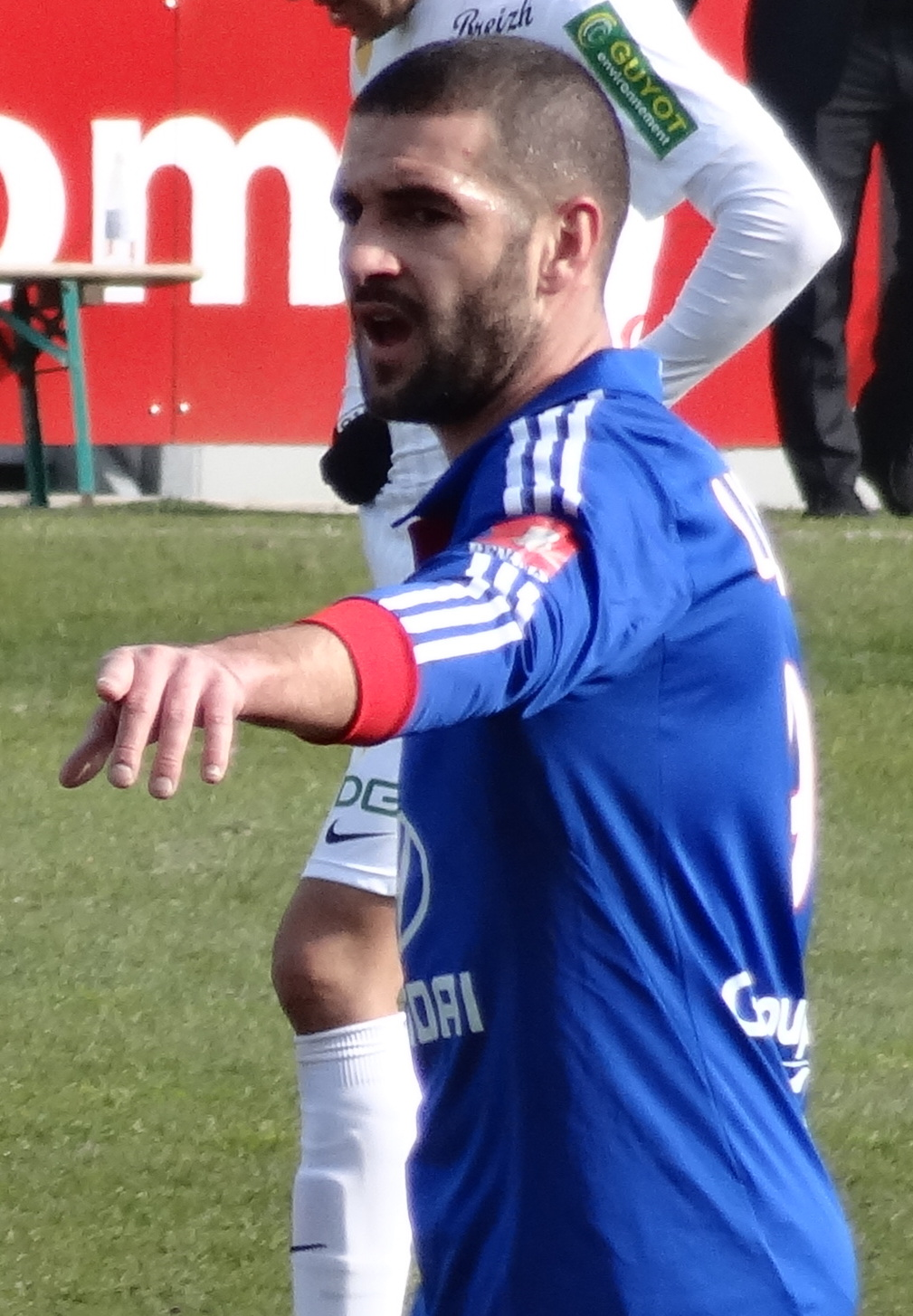

ليساندرو لوبيز (مواليد 2 مارس 1983 في بوينس آيرس - الأرجنتين) لاعب كرة قدم أرجنتيني يلعب حاليا لصالح نادي الغرافة القطري لعب في الدوري الفرنسي مع نادي ليون منذ 2009 في مركز المهاجمم .

## مسيرته الكروية
لعب ليساندرو لوبيز خلال مسيرته الاحترافية مع 5 أندية في تسعة عشر موسمًا وسجل خلالها 189 هدف ضمن 455 مباراة. حيث فاز في ثلاثة مواسم بالكأس وفي خمسة مواسم بالدوري.
خاض ليساندرو لوبيز مسيرته مع نادي راسينغ في موسم 2002–03 في المرة الأولى واستمر معه طيلة ثلاثة مواسم ثم في موسم 2016 ليلعب معه خمسة مواسم، مشاركًا طوالها في 166 مباراة سجل خلالها 65 هدفًا. ثم انتقل إلى نادي بورتو في موسم 2005–06 ليلعب معه أربعة مواسم، حيث شارك في 106 مباراة سجل خلالها 48 هدفًا. لينتقل بعدها إلى نادي أولمبيك ليون في موسم 2009–10 ليلعب معه أربعة مواسم، مشاركًا في 119 مباراة سجل خلالها 59 هدفًا. ثم انتقل إلى نادي الغرافة في موسم 2013–14 ولمدة موسمين، مشاركًا في 40 مباراة سجل خلالها 13 هدفًا. هذا وانتقل لاحقًا إلى نادي إنترناسيونال ما بين عامي 2015 و2016 لمدة موسم واحد، مشاركًا في 24 مباراة سجل خلالها 4 أهداف.

## روابط خارجية
- ليساندرو لوبيز على موقع الاتحاد الأوربي (الإنجليزية)
- ليساندرو لوبيز على موقع الدوري الأمريكي (الإنجليزية)
- ليساندرو لوبيز على موقع قاعدة بيانات كرة القدم.إي يو (الإنجليزية)
- ليساندرو لوبيز على موقع ليكيب (الفرنسية)
- ليساندرو لوبيز على موقع ناشيونال فوتبول تيمز (الإنجليزية)
- ليساندرو لوبيز على موقع Soccerbase.com (لاعب) (الإنجليزية)
- ليساندرو لوبيز على موقع Soccerway.com (الإنجليزية)
- ليساندرو لوبيز على موقع عالم كرة القدم.نت (الإنجليزية)
- ليساندرو لوبيز على موقع كووورة